# 詹姆斯岛及附近区域
詹姆斯岛及附近区域是联合国教科文组织在冈比亚的一处世界遗产，位于冈比亚河沿岸的詹姆斯岛附近，登录面积7.5981ha，缓冲区面积300ha。历史上，荷兰公爵詹姆斯在这里于1651年修建了要塞，1661年被英国人夺得。之后岛屿附近成为英国人象牙和黄金贸易以及奴隶贸易的一个据点 。

## 登录基准
该世界遗产被认为满足世界遺產登錄基準中的以下基準而予以登錄：
- （iii）呈现有关现存或者已经消失的文化传统、文明的独特或稀有之证据。
- （vi）具有显著普遍价值的事件、活的传统、理念、信仰、艺术及文学作品，有直接或实质的连结（世界遗产委员会认为该基准应最好与其他基准共同使用）。